# Думени
Думе́ни —  село в Україні, входить у Костичанівський старостинський округ № 2 (колишня Костичанівська сільська рада), Ванчиковецької сільської громаді, Чернівецького району, Чернівецької області.

## Історія
Загальні данні
Перші згадки про поселення Думени датуються 1443 роком.
З 24 серпня 1991 року село входить до складу незалежної України.
17 липня 2020 року, в результаті адміністративно-територіальної реформи і ліквідації Новоселицького району, село увійшло до складу Чернівецького району.

### Держави та давні адміністративні одиниці
(до складу яких входило село з моменту першого письмого згадування)
|                                 |                                                |                                               | Адміністративні одиниці                  | Період                         | герб | прапор |
| ------------------------------- | ---------------------------------------------- | --------------------------------------------- | ---------------------------------------- | ------------------------------ | ---- | ------ |
| 1                               | Молдавське князівство                          | Молдавське князівство                         | Молдавське князівство                    | 1581 - 1713                    |      |        |
| 1                               |                                                | Хотинський цинут                              |                                          | 1581 - 1713                    |      |        |
| 2                               | Османська імперія                              | Османська імперія                             | Османська імперія                        | 1713 - 28.05.1812              |      |        |
| 2                               |                                                | Хотинська райя                                |                                          | 1713 - 28.05.1812              |      |        |
| окуповане російськими військами | окуповане російськими військами                | окуповане російськими військами               | окуповане російськими військами          | 1739, 1769 - 1774, 1806 - 1812 |      |        |
| влада Молдавського князівства   | влада Молдавського князівства                  | влада Молдавського князівства                 | влада Молдавського князівства            | 1772 - 1773                    |      |        |
| окуповане військами Австрії     | окуповане військами Австрії                    | окуповане військами Австрії                   | окуповане військами Австрії              | 1774 - 1776, 1788 - 1793       |      |        |
| 3                               | Російська імперія                              | Російська імперія                             | Російська імперія                        | 28.05.1812 - 02.12.1917        |      |        |
| 3                               |                                                | Бессарабська губернія                         |                                          | 28.05.1812 - 02.12.1917        |      |        |
| 3                               | Хотинский уїзд                                 |                                               |                                          | 28.05.1812 - 02.12.1917        |      |        |
| 3                               | - Сталінештська волость                        |                                               |                                          | 28.05.1812 - 02.12.1917        |      |        |
| 4                               | Молдовська Демократична Республіка             | Молдовська Демократична Республіка            | Молдовська Демократична Республіка       | 02.12.1917 - 27.03.1918        |      |        |
| 4                               |                                                | Жудец Хотин                                   |                                          | 02.12.1917 - 27.03.1918        |      |        |
| окуповане військами Австрії     | окуповане військами Австрії                    | окуповане військами Австрії                   | окуповане військами Австрії              | 1918                           |      |        |
| 5                               | Румунське королівство                          | Румунське королівство                         | Румунське королівство                    | 27.03.1918 - 28.06.1940        |      |        |
| 5                               |                                                | Жудец Хотин                                   |                                          | 27.03.1918 - 28.06.1940        |      |        |
| 5                               | - Пласа Ліпкани                                | 27.03.1918 - 14.08.1938                       |                                          |                                |      |        |
| 5                               |                                                |                                               | Цинут Сучава                             | 14.08.1938 - 28.06.1940        |      |        |
| 5                               | Жудец Хотин                                    |                                               |                                          | 14.08.1938 - 28.06.1940        |      |        |
| 5                               | - Пласа Суліца (Пласа Б. П. Хашдєу)            |                                               |                                          | 14.08.1938 - 28.06.1940        |      |        |
| 6                               | Союз Радянських Соціалістичних Республік       | Союз Радянських Соціалістичних Республік      | Союз Радянських Соціалістичних Республік | 28.06.1940 - 22.06.1941        |      |        |
| 6                               |                                                | Українська Радянська Соціалістична Республіка |                                          | 28.06.1940 - 22.06.1941        |      |        |
| 6                               | Чернівецька область                            |                                               |                                          | 28.06.1940 - 22.06.1941        |      |        |
| 6                               | - Новоселицький район                          |                                               |                                          | 28.06.1940 - 22.06.1941        |      |        |
| 7                               | Румунське королівство                          | Румунське королівство                         | Румунське королівство                    | 22.06.1941 - 1944              |      |        |
| 7                               |                                                | Губернаторство Буковина                       |                                          | 22.06.1941 - 1944              |      |        |
| 7                               | Жудець Хотин                                   |                                               |                                          | 22.06.1941 - 1944              |      |        |
| 7                               | - Пласа Суліца (Пласа Б. П. Хашдєу)            |                                               |                                          | 22.06.1941 - 1944              |      |        |
| 8                               | Союз Радянських Соціалістичних Республік       | Союз Радянських Соціалістичних Республік      | Союз Радянських Соціалістичних Республік | 1944 - 24.08.1991              |      |        |
| 8                               |                                                | Українська Радянська Соціалістична Республіка |                                          | 1944 - 24.08.1991              |      |        |
| 8                               | Чернівецька область                            |                                               |                                          | 1944 - 24.08.1991              |      |        |
| 8                               | - Новоселицький район                          |                                               |                                          | 1944 - 24.08.1991              |      |        |
| 9                               | Україна                                        | Україна                                       | Україна                                  | 24.08.1991 -                   |      |        |
| 9                               |                                                | Чернівецька область                           |                                          | 24.08.1991 -                   |      |        |
| 9                               |                                                | Новоселицький район                           | 24.08.1991 - 2019                        |                                |      |        |
| 9                               |                                                | Чернівецький район                            | 19.06.2020 -                             |                                |      |        |
| 9                               | - Ванчиковецька сільська територіальна громада | 2019 -                                        |                                          |                                |      |        |

Заснування міста Черн - 1150-ті

 Галицьке князівство Друга половина XII-1199

 Галицько-Волинське князівство 1199-1241

 Золота Орда 1241–1342

Знищення міста Черн -
кінець XIV — початок XV

 Молдавське князівство 1346–1775

1408 - Перша згадка міста

 Габсбурзька монархія/АІ 1775–1918

 ЗУНР 1918

 Румунське королівство 1918–1940

 СРСР (Українська РСР) 1940–1941

 Румунське королівство 1941–1944

 СРСР (Українська РСР) 1944–1991

 1991–до наших днів

## Географія

### Загальне положення
Село розташоване на Надпрутнянській рівнині, вздовж лівого берега Прута. Через село проходить автошлях Н10 Чернівці-Кишинів. Через село пролягає залізнична лінія Чернівці — Ларга. Центр села розташован за 51 км від обласного центру та 10 км від пункт пропуску через державний кордон України на кордоні з Молдовою  — Мамали́га. Село розташоване на лівому березі річки Прут.

### Відстань від с. Думени (Костичани) до великих міст (автошляхами)
«Всі дороги ведуть до Костичан (Думени)» - вислів у стилі римського прислів'я «Omnes viae Romam ducunt» (Всі дороги ведуть до Риму).

### Відстань від с. с. Думени (Костичани) до великих міст (по прямий лінії)
«Costiceni - centru' universului» (Костичани - центр всесвіту) - популярний вислів серед молодь села Костичани та Думени в 90-ті та 2000-ні роки.

## Населення
Населення з перепису 2001 року становило 1186 осіб.
Розподіл населення за рідною мовою (за даними перепису 2001 року)

### Мова
Розподіл населення за рідною мовою за даними перепису 2001 року:
| Мова       |  |      | Відсоток |
| ---------- |  | ---- | -------- |
| румунська  |  | 1162 | 97,98%   |
| українська |  | 12   | 1,01%    |
| російська  |  | 11   | 0,93%    |
| інші       |  | 1    | 0,08     |
| разом      |  | 1186 | 100%     |

## Фотогалерея

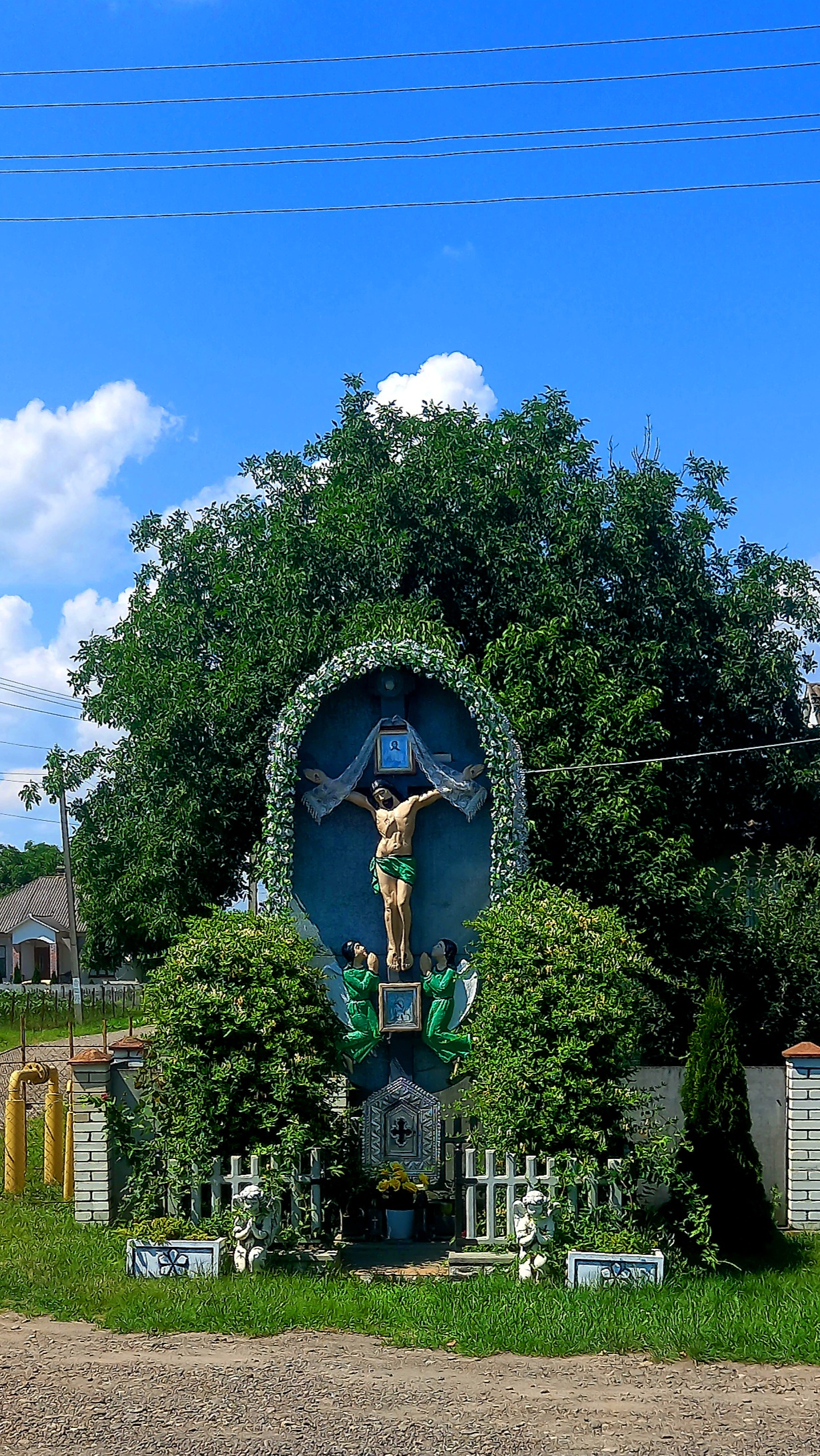
Розп'яття в Думени
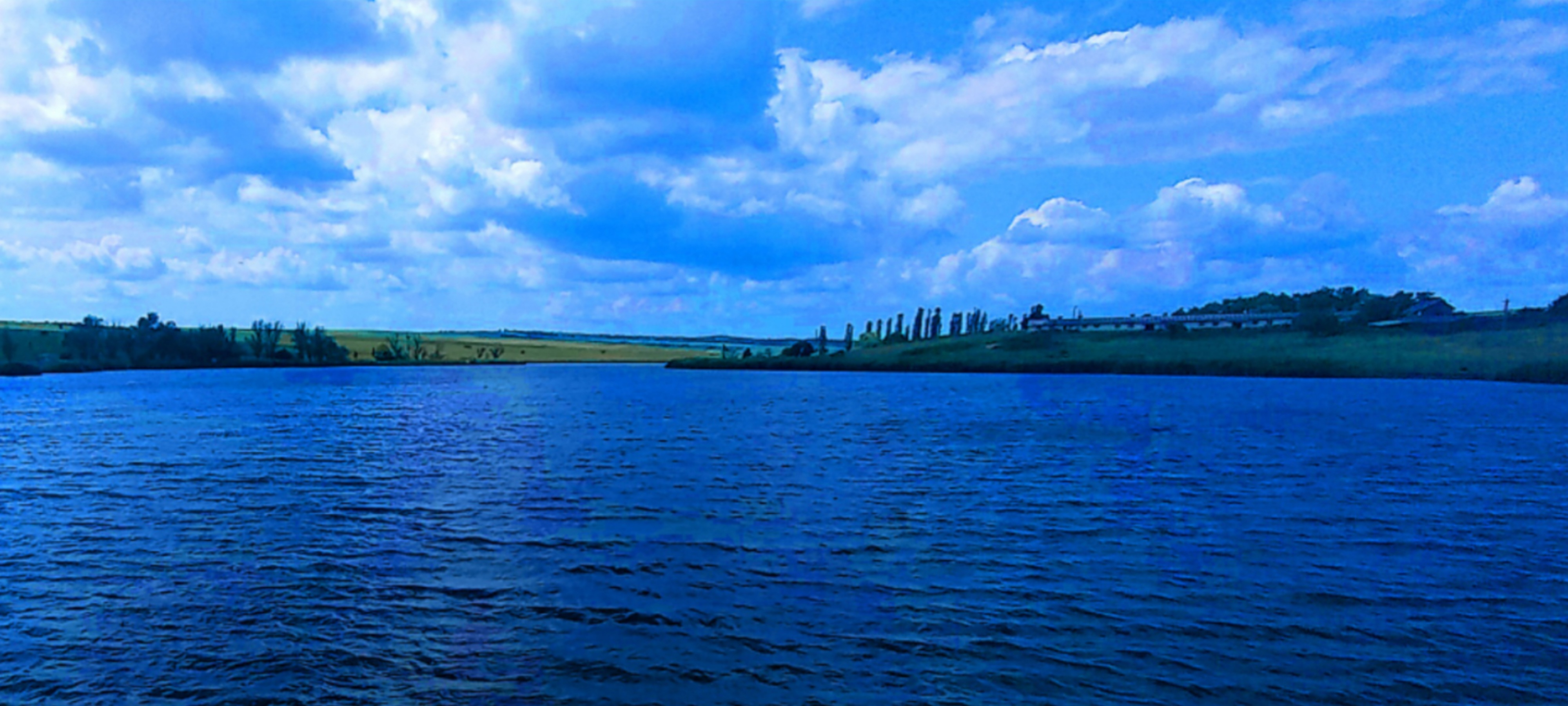
Ставок "Чєл Марє" (iazul cel mare)
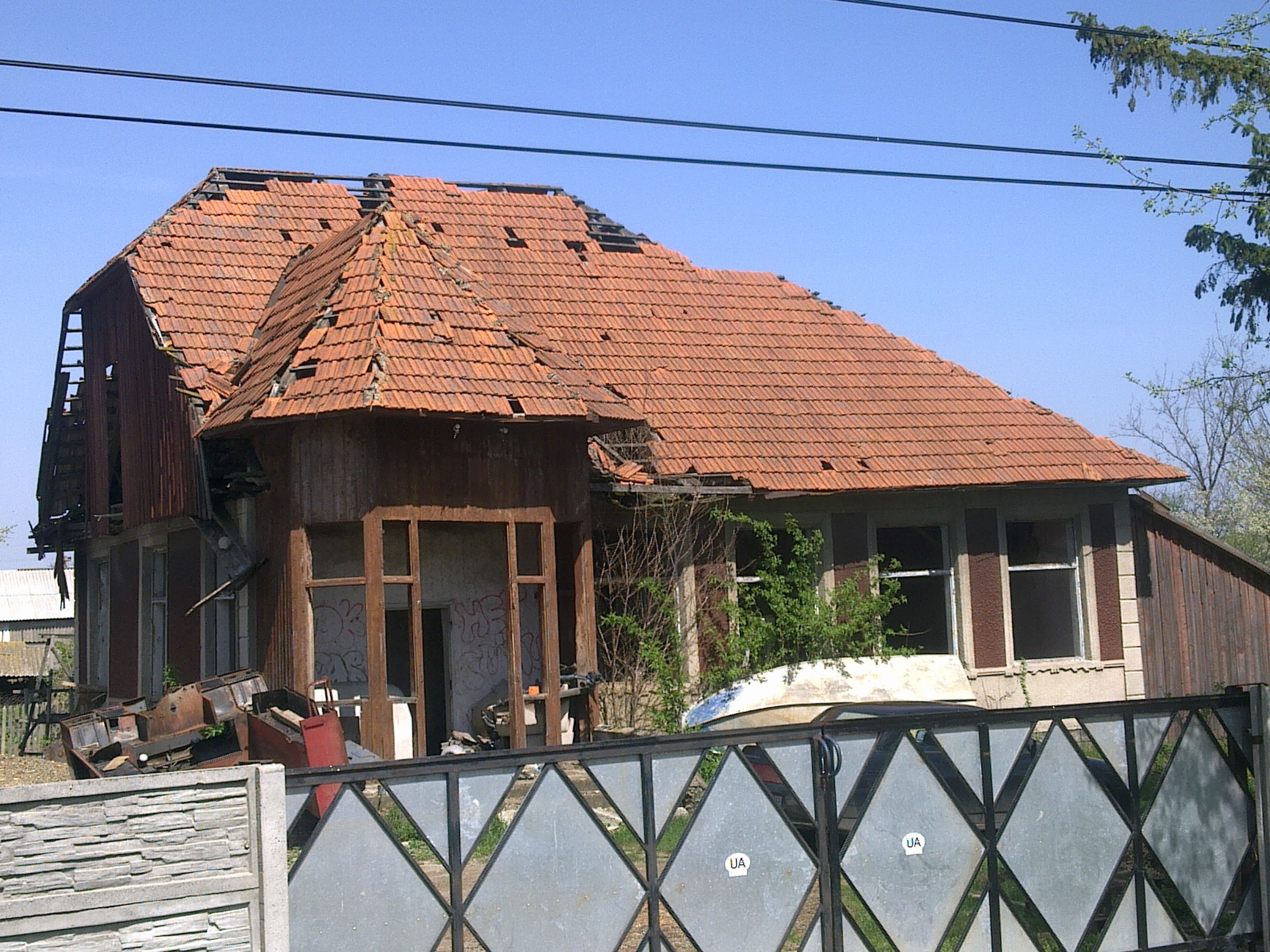
Будівля старої школи Думени, стара музична школа
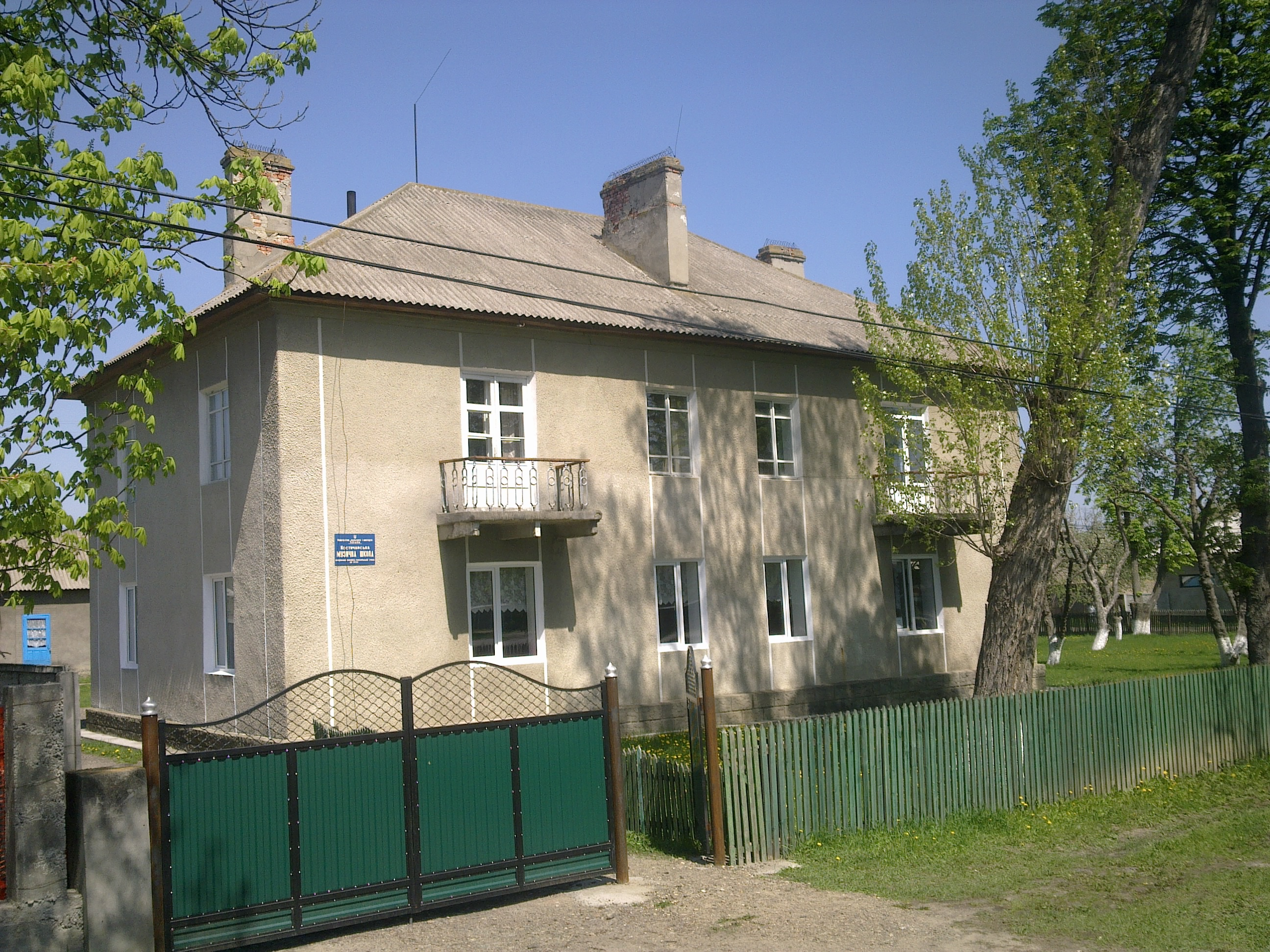
Костчанівська Музична школа в Думени
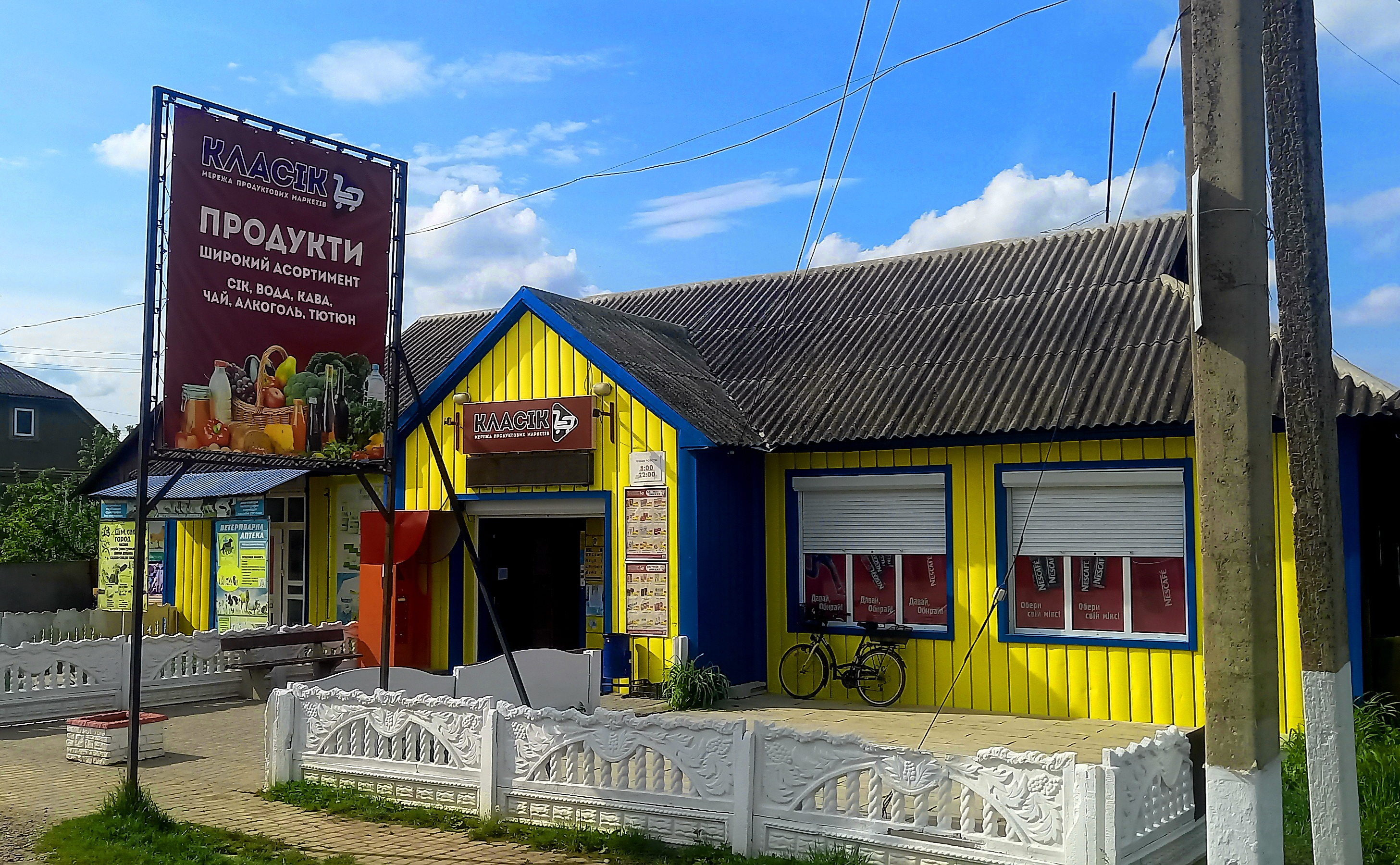
Магазин "маркет Класик"
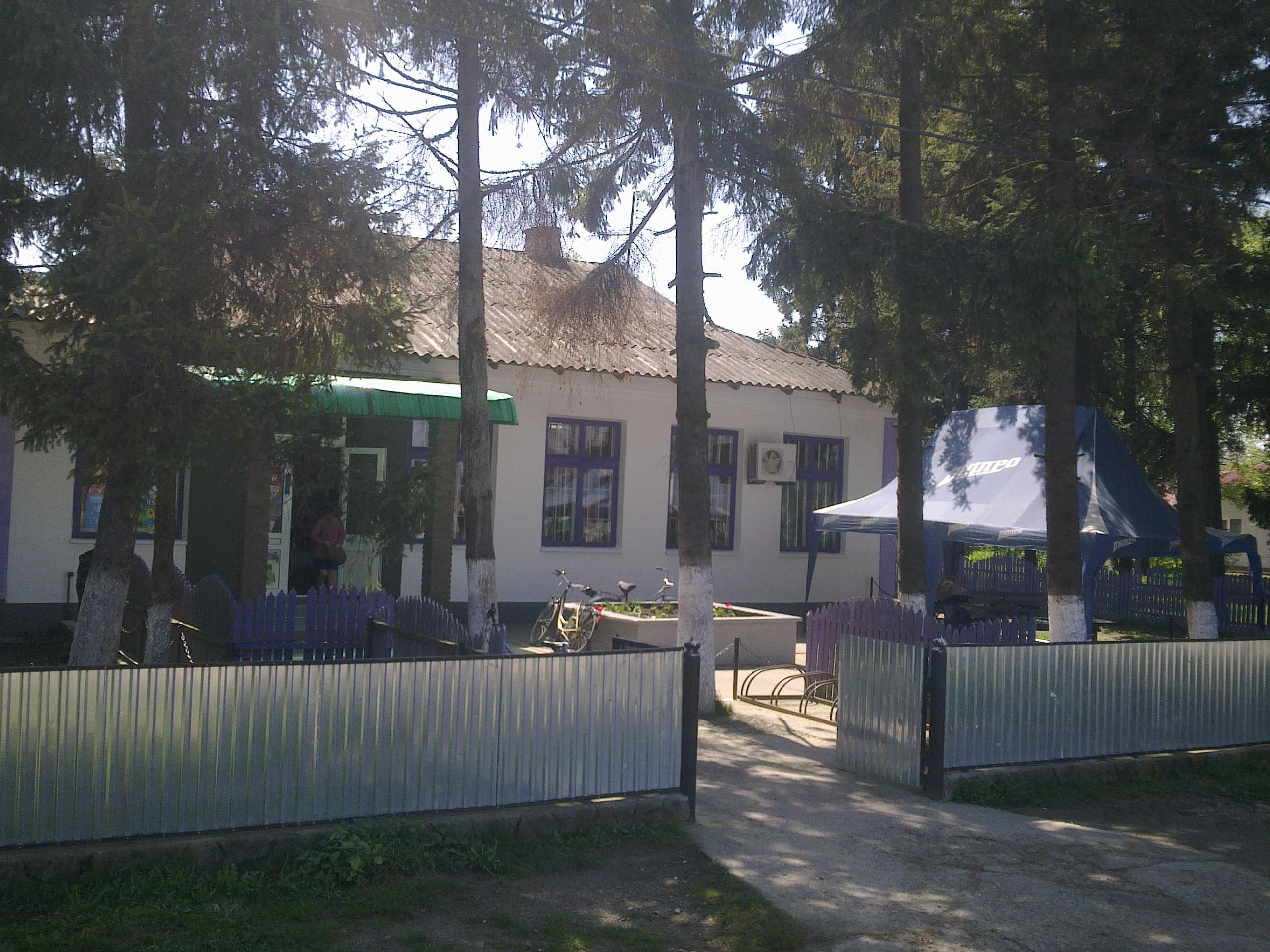
Бригада Думени, Магазин "Сотня"
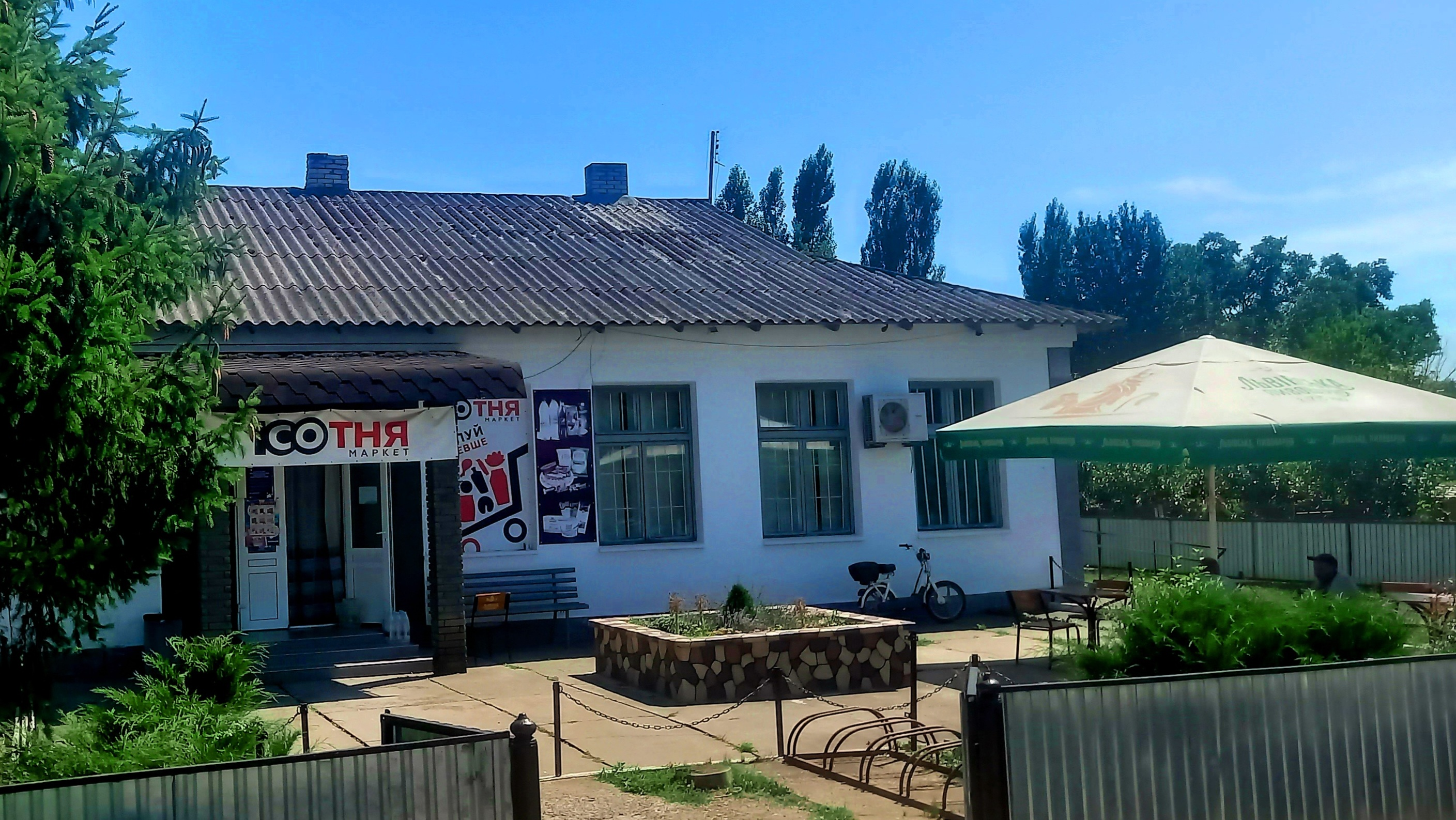
Магазин "Сотня" - продуктовий
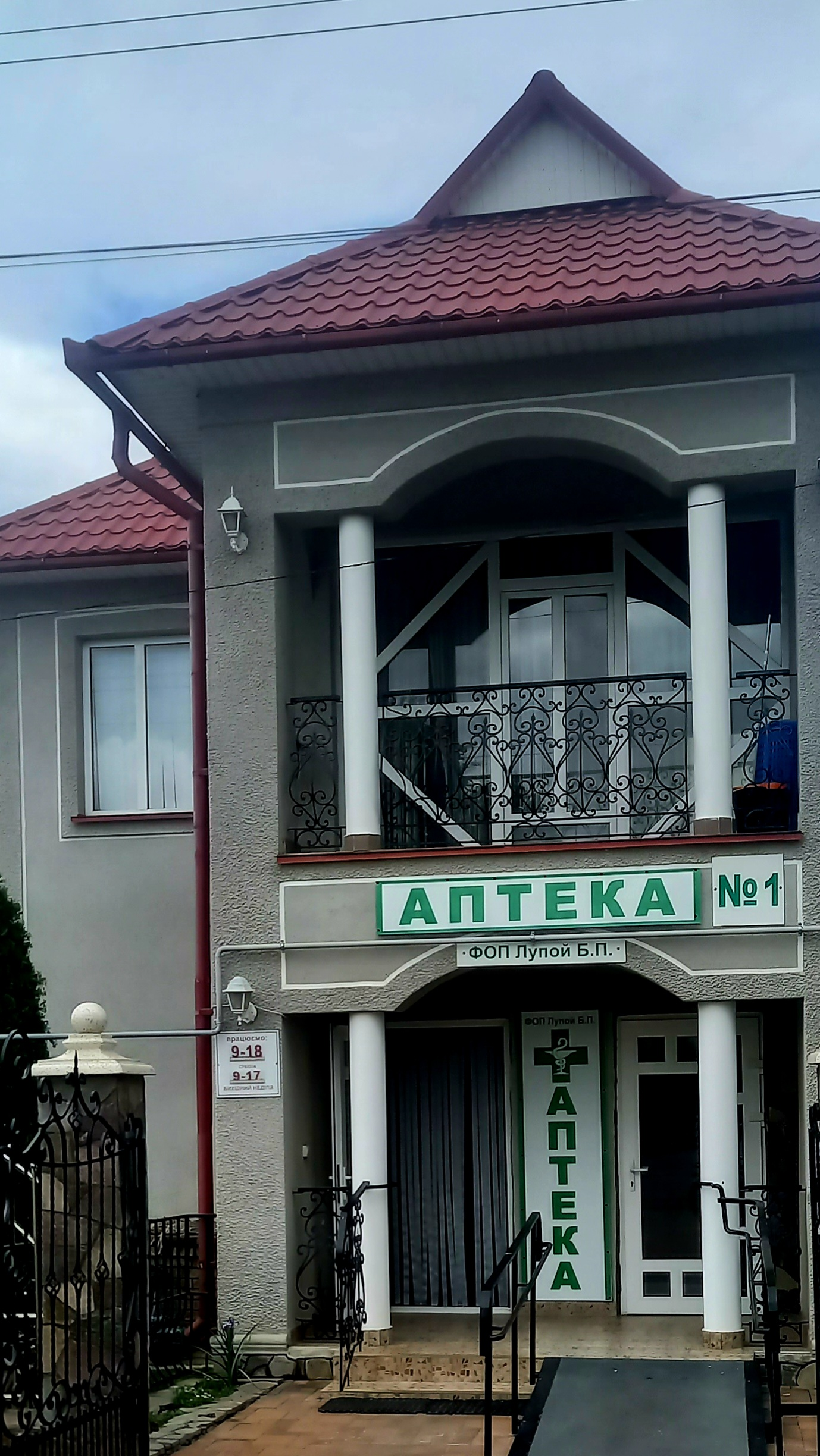
Аптека ФОП Лупой БП (Лупой Людмила)
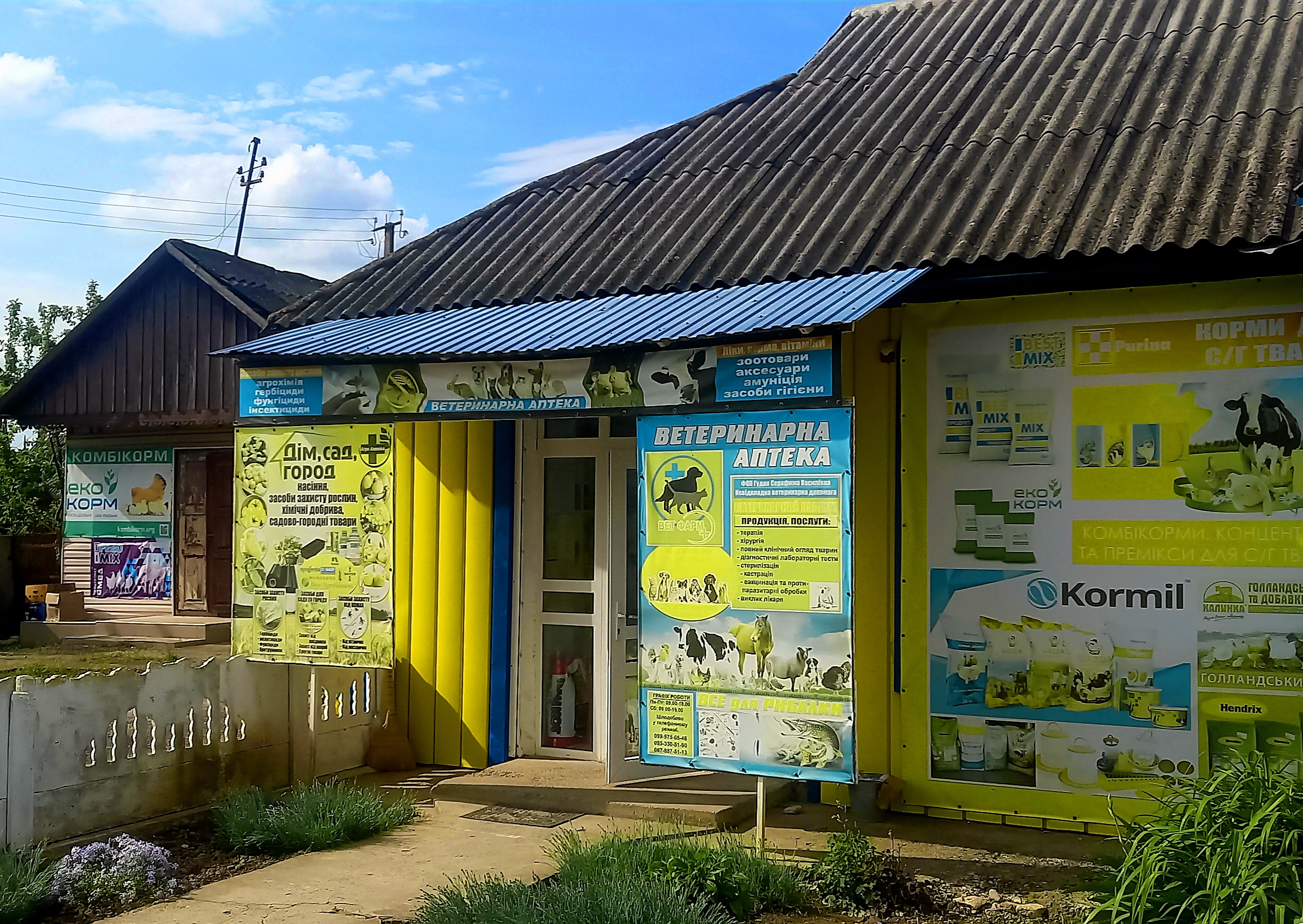
Ветеринарна аптека (Гудан Віталій)
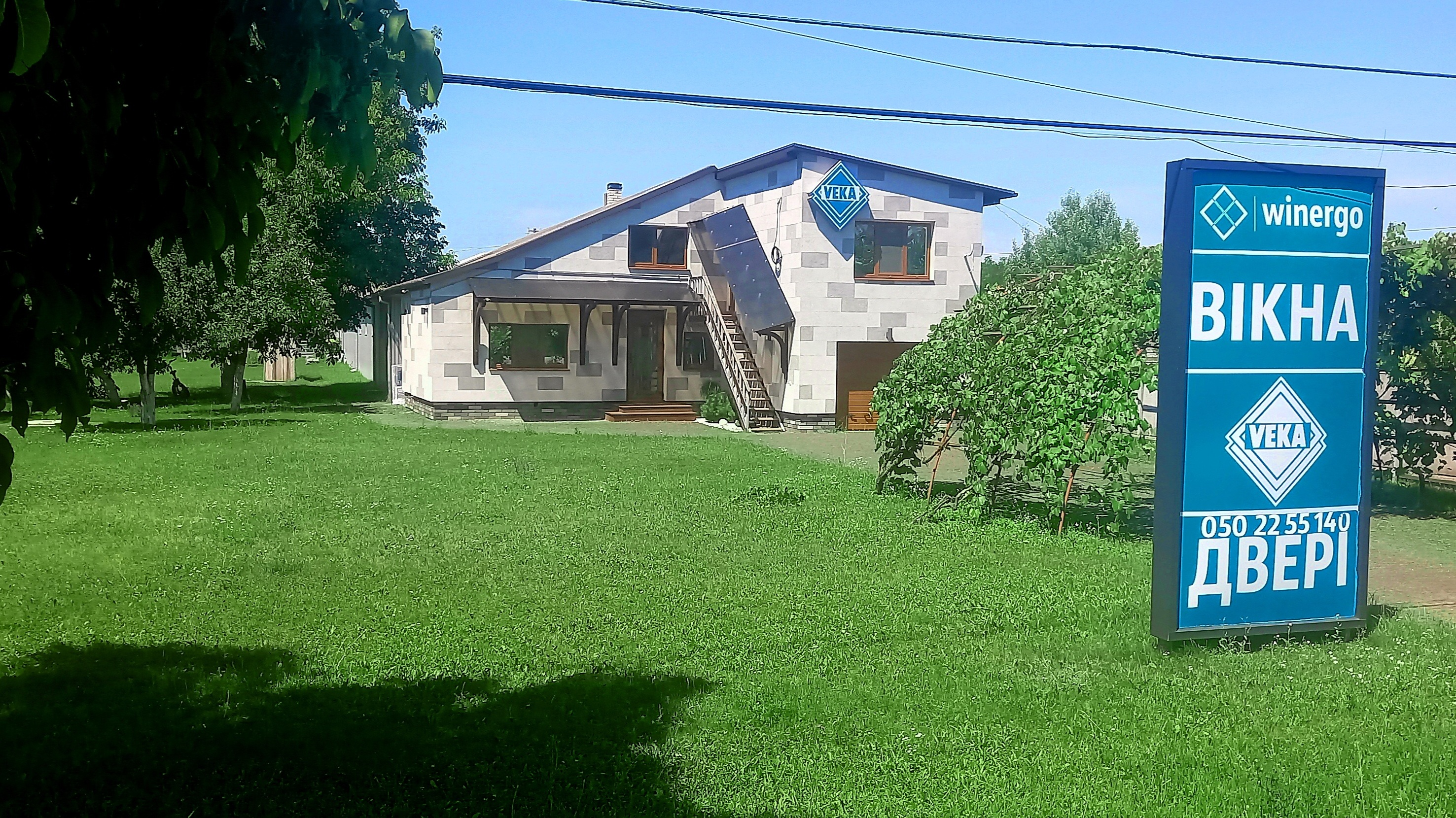
Магазин-виробник Вікна-двері "Veka"
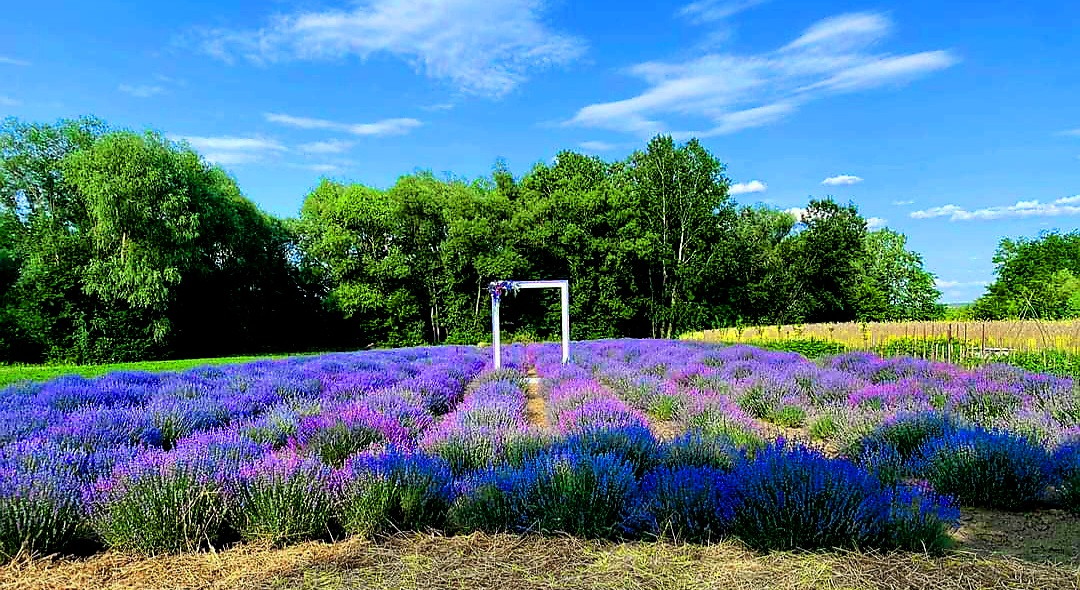
Лавандове поле
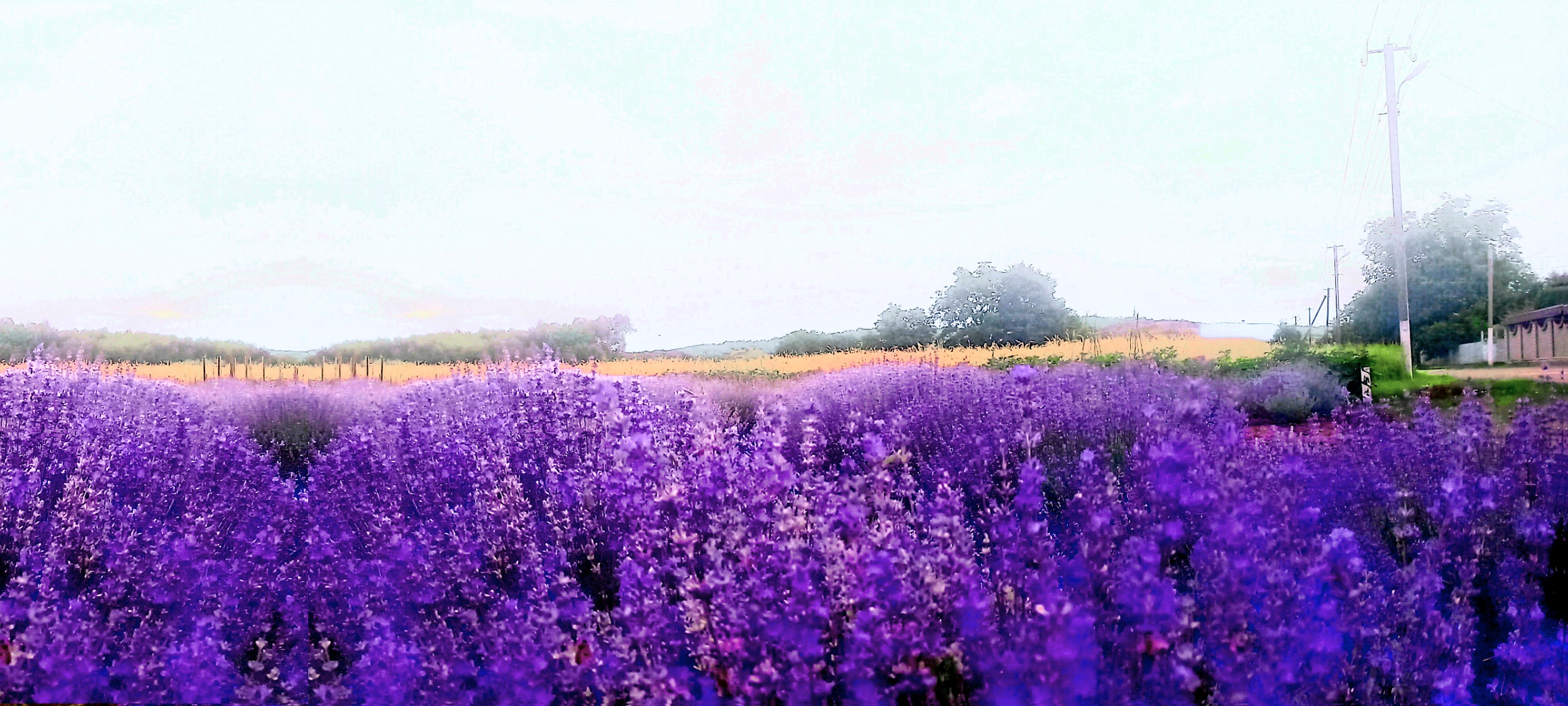
Лавандове поле в Думени
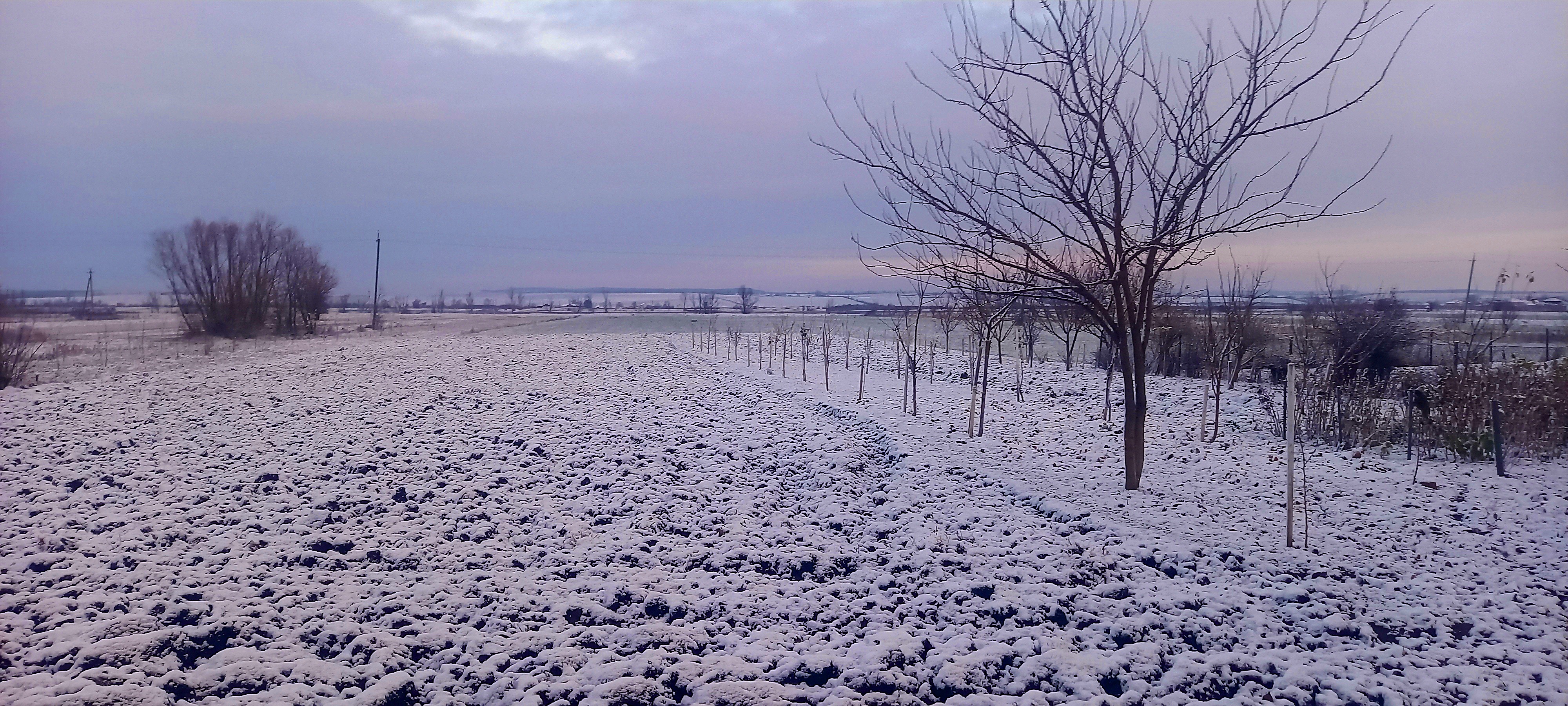
Зимове поле в Костичани
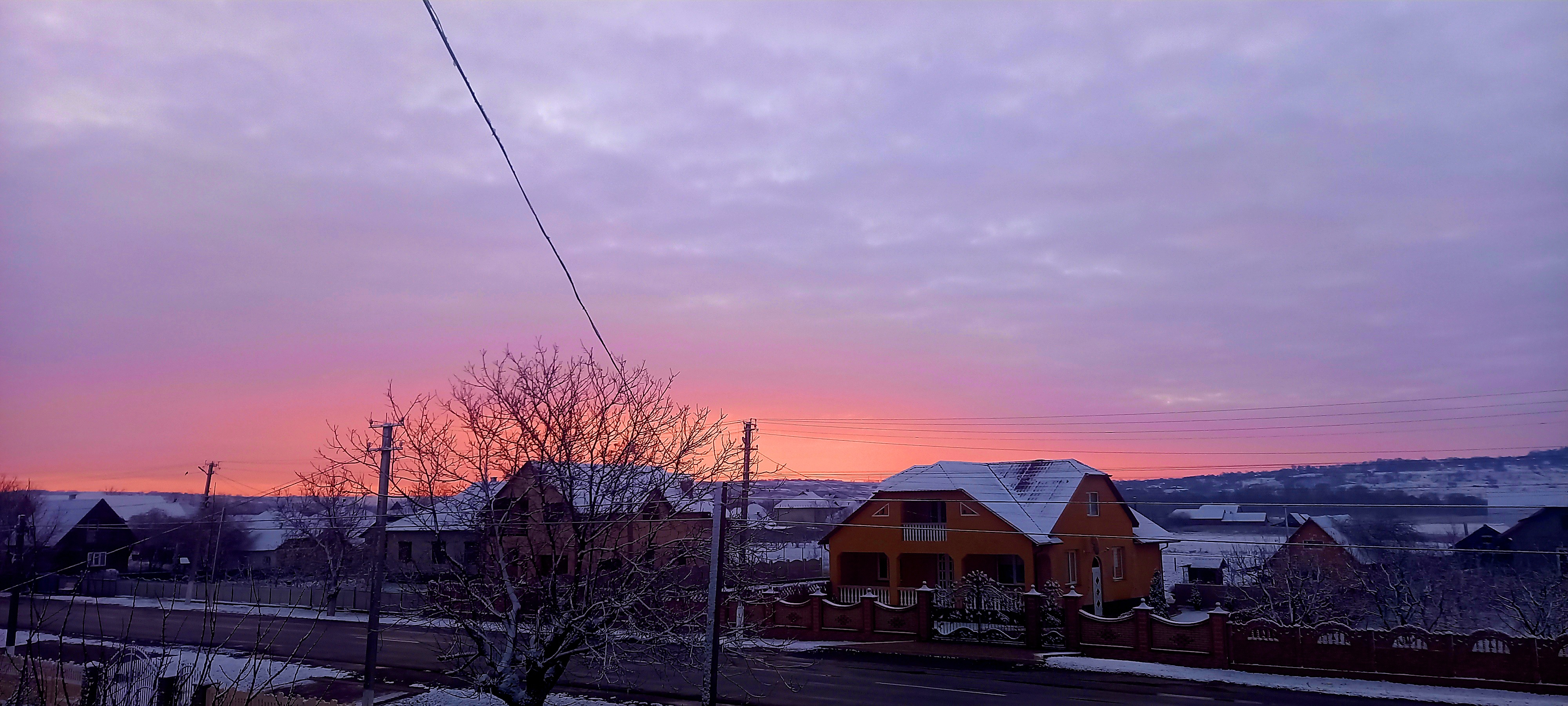
Сход сонця в грудні
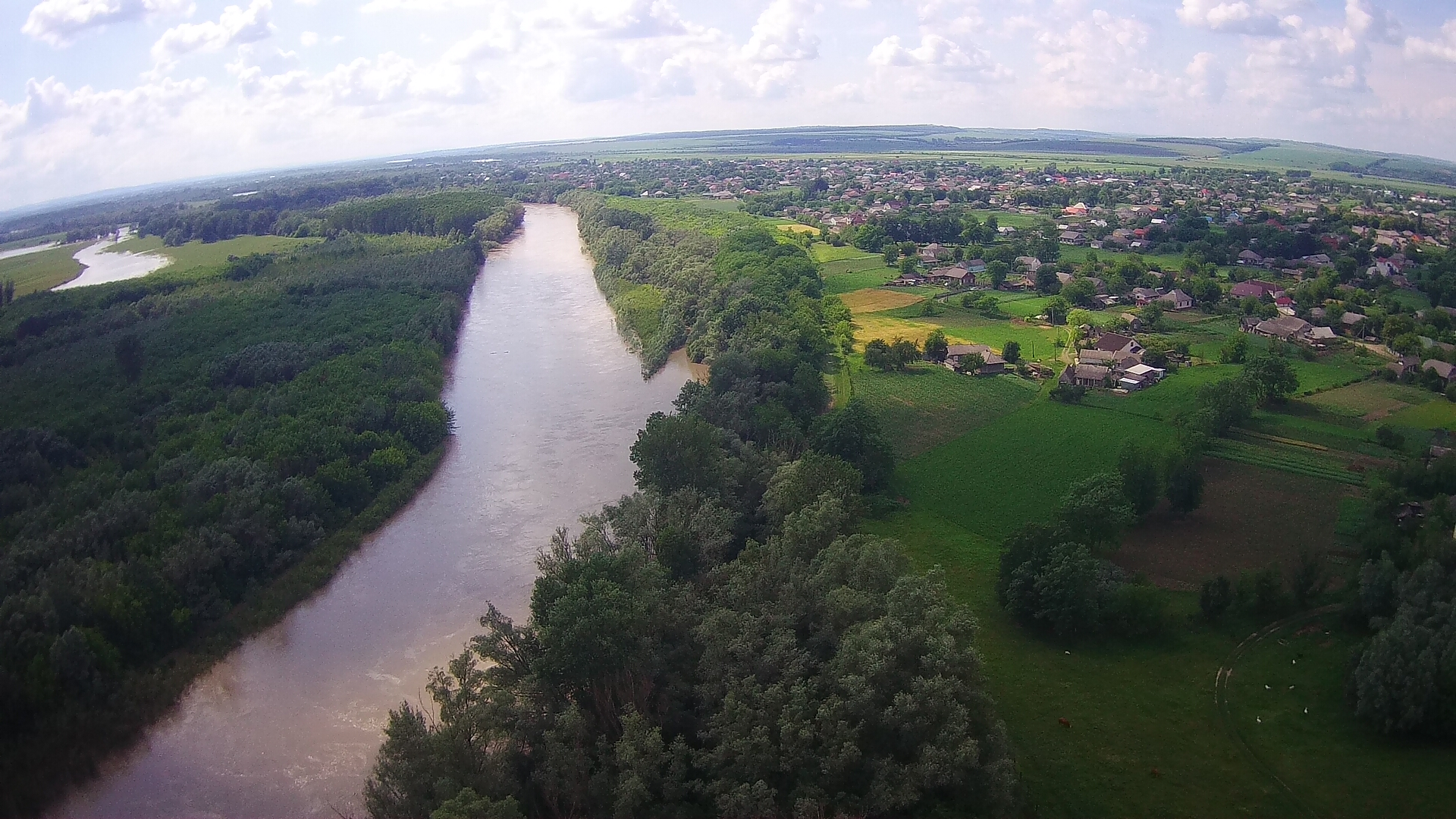
Прут в Думени

## Проект символіки

### Проєкт прапора
Цивільний прапор – це полотно прямокутної форми з співвідношенням ширини до довжини a : b = 2 : 3. На полотні зображено дві горизонтальні рівновеликі смуги c = ½ a. Верхня смуга блакитного кольору, що символізує мирне небо. Нижня смуга, темно-синього кольору — сила духу та води ріки Прут та річок Черлена (Черніла) та Глодос, від яких залежало життя сілян у минулому. По співвідношення повторює співвідношення державного прапора України.
Державний прапор- це цивільний прапор з малим гербом в центі зміщений на 1/3 ближче до списа (древко). Цивільний прапор та Державний прапор рівнозначні. Прапор із гербом зазвичай використовують державні органи влади.
| колір       | RGB          | CMYK              |
| ----------- | ------------ | ----------------- |
| блакитний   | 49, 167, 255 | 81%, 35%, 0%, 0%  |
| темно-синій | 1, 23, 119   | 99%, 81%, 0%, 53% |

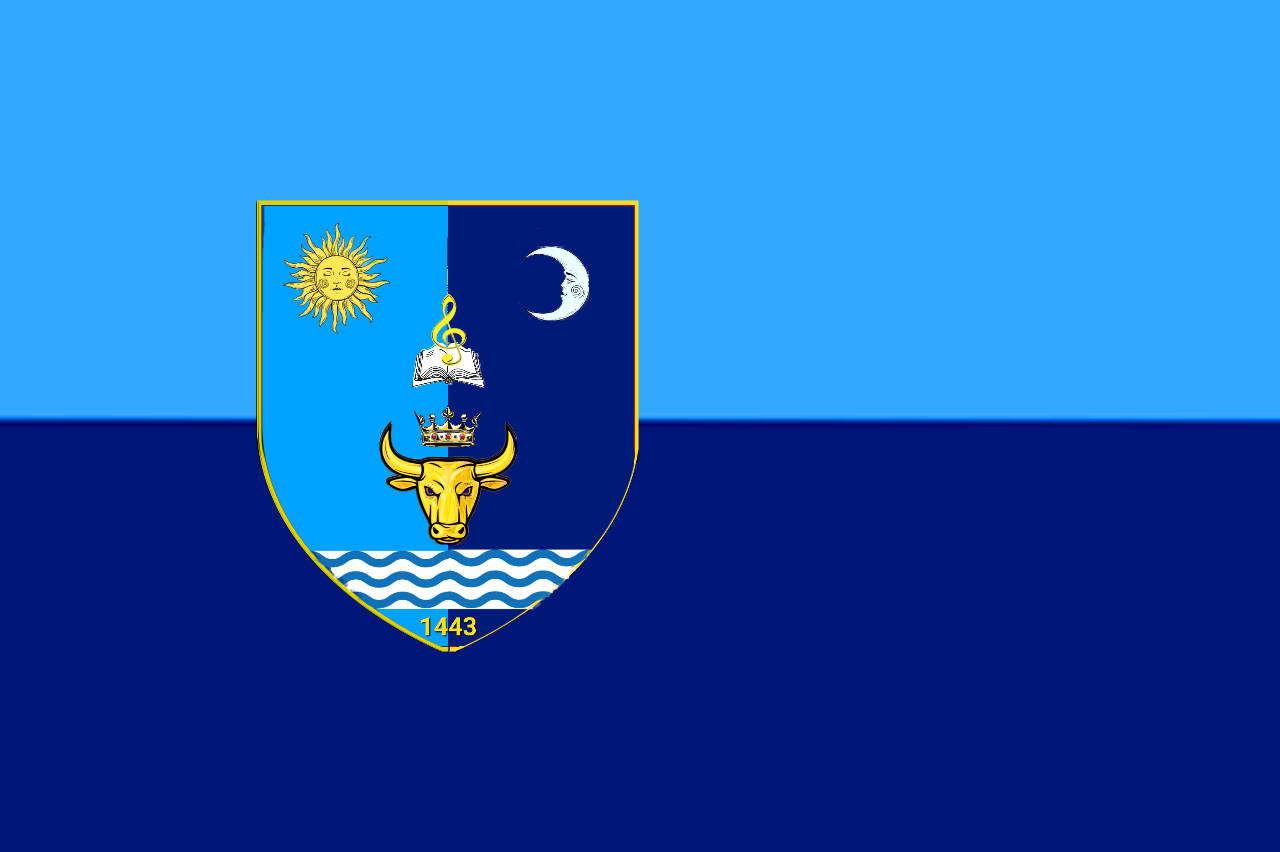
Прапор села Думени
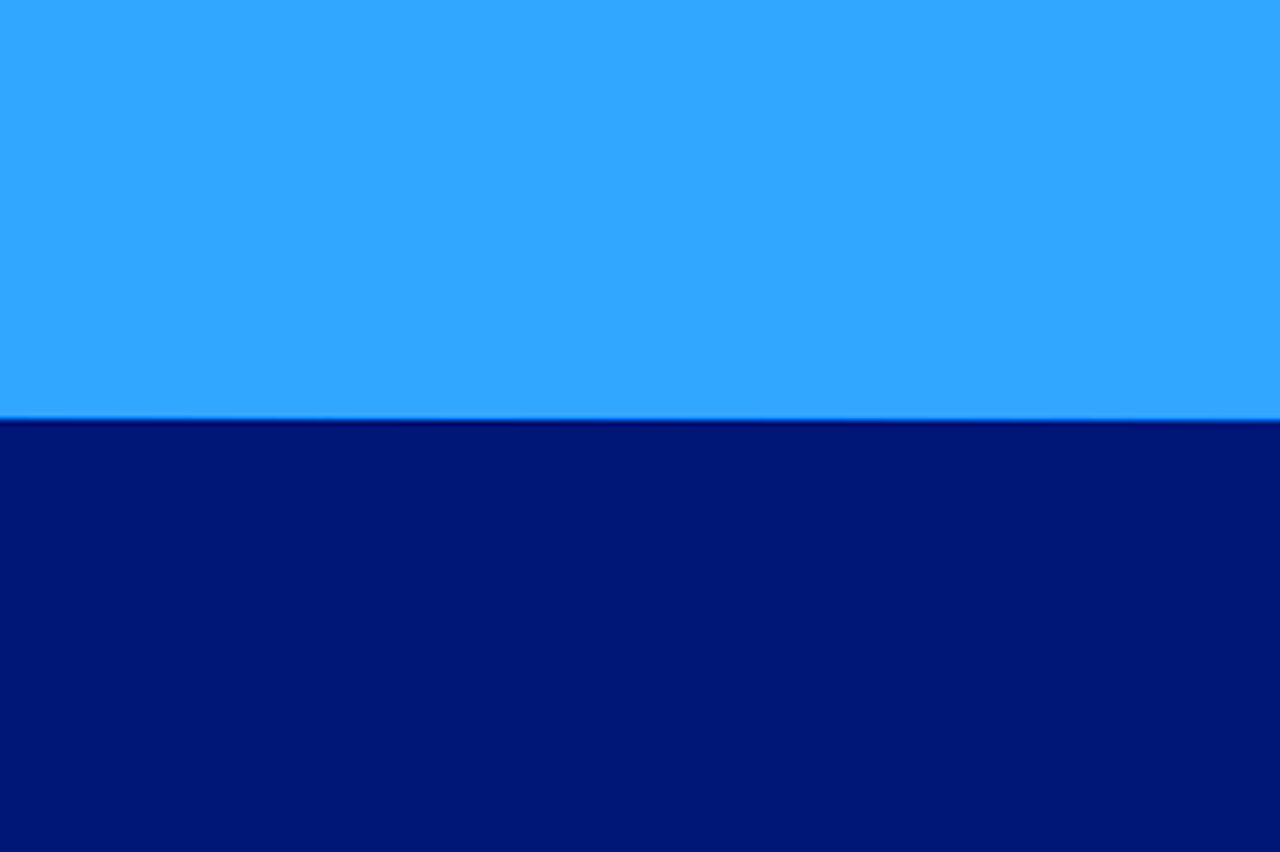
Прапор села Думени (цивільний)
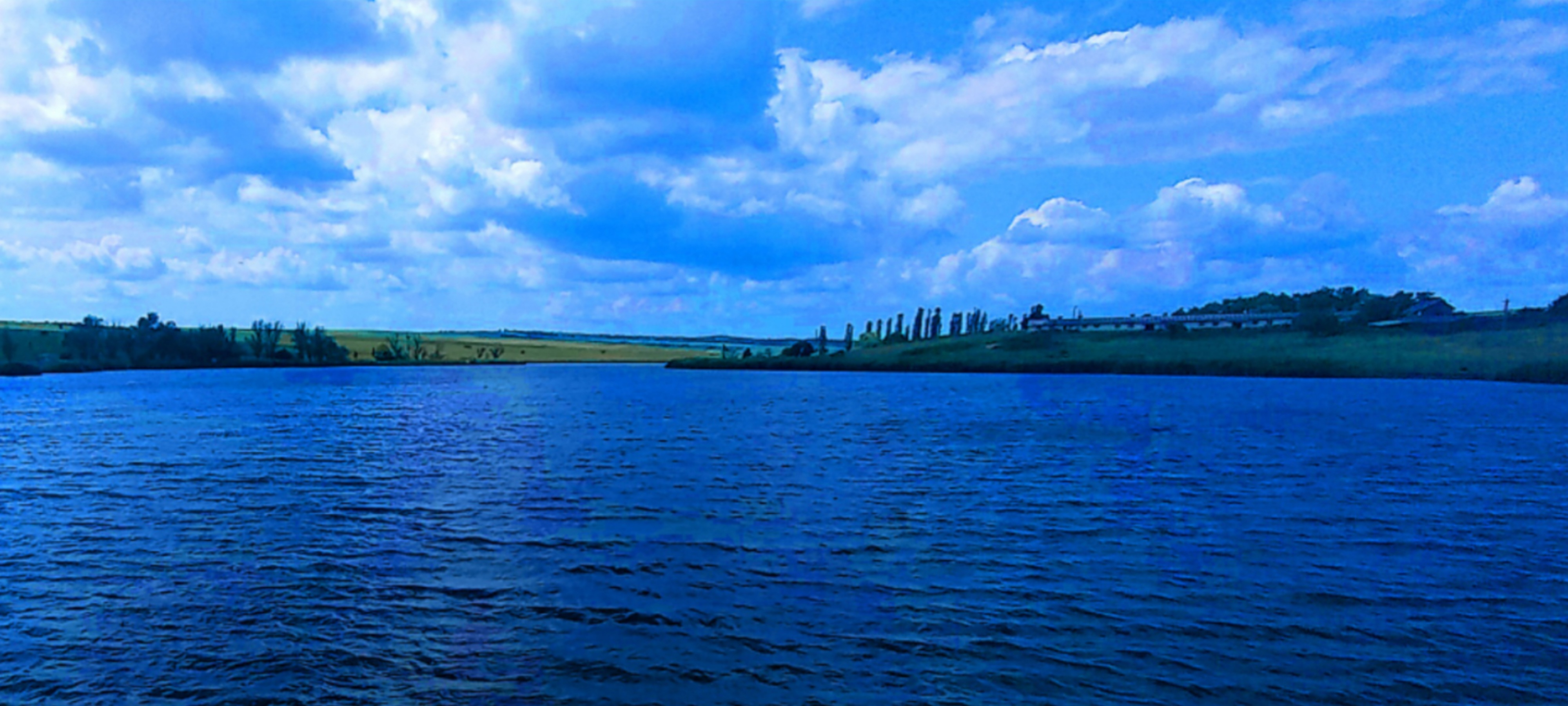
Ставок "Чєл Марє" (iazul cel mare)

### Прєкт герба
Герб села Думени – це щит розтинний навпіл (поділений вертикально) на дві частини. Ліва частина (з точки зору геральдики – права частина) щита блакитнього кольору – що символізує вірність, чесність, шляхетність, лицарські чесноти, бездоганність. Права частина (з точки зору геральдики – ліва частина) синього кольору –  що символізує родючі води ріки Прут та річок Черлена (Черніла) та Глодос, від яких залежала життя мешканців села. В центрі щита в низу голова в анфас тура (дикого бика) жовтого (золотого) кольору – як символ праці, терпіння та родючості, також корова завжди була годувальниця селян. Над головою між рогами корона золотого (жовтого) кольору. Корона як символ що  село Думяни колісь мало окремі органи місцевого врядування (прімарії, сільської ради тощо) а зараз починаючі з 1951 р. утворюють спілну громаду. Також в центрі зверху відкрита книга - джерело знань та скрипковий ключ. Ці елементи сімволізують також: колишню школу в селі Думени та Костичанівську музичну школу яка знаходиться в селі Думени. В самий низ під головою тура 3 хвилясті лінії синього кольору на білому тлі - що символізує родючі води ріки Прут та річок Черлена (Черніла) та Глодос. На верху по кутам розташовані геральдічні фигури золотого сонця та  срібного молодого півмісяця як символ що живимо із надією що життя у нашому селі буде стільки скільки буде сонце та місяць на небі. В низу щита напис золотого кольору 1443 - рік першої пісмової згадки села Думени.

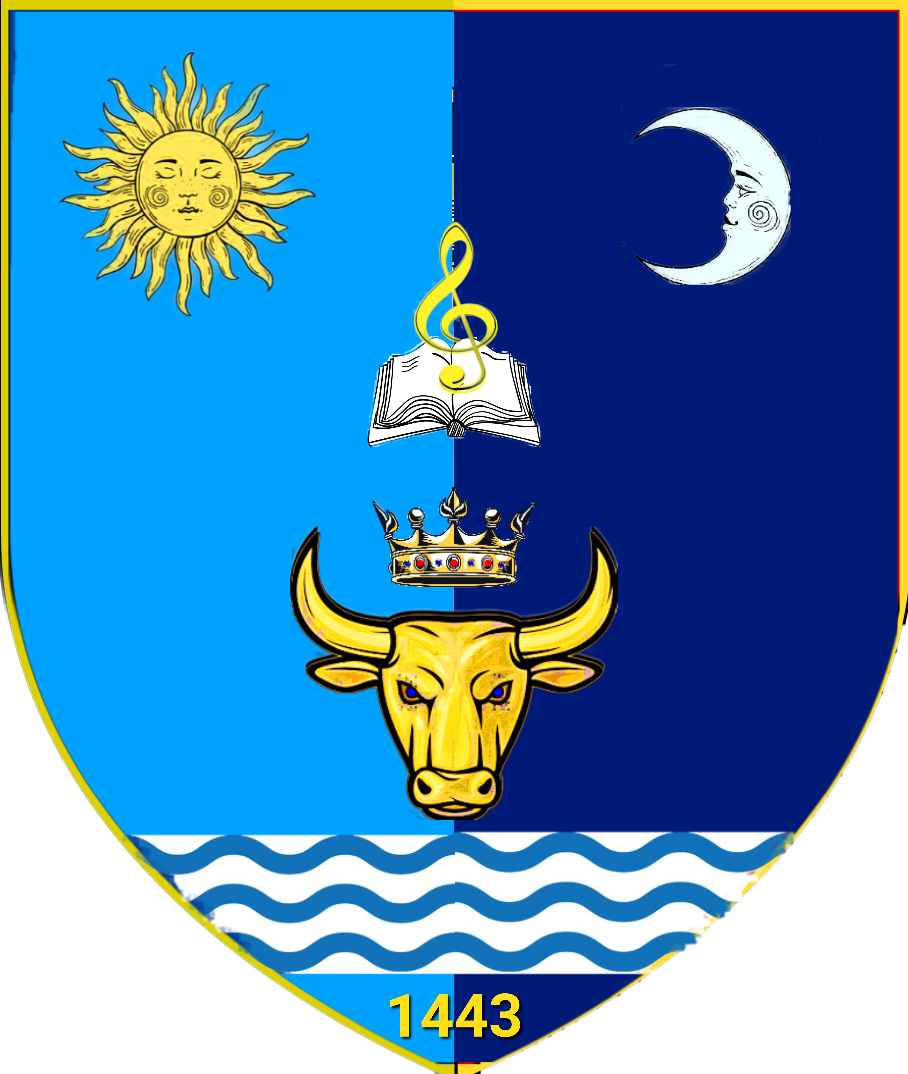
Герб села Думени

| колір       | RGB           | CMYK                   |
| ----------- | ------------- | ---------------------- |
| блакитний   | 49, 167, 255  | 81%, 35%, 0%, 0%       |
| темно-синій | 1, 23, 119    | 99%, 81%, 0%, 53%      |
| синій       | 0, 60, 146;   | 100%, 59%, 0%, 43%     |
| жовтий      | 239, 255, 0   | 6%, 0%, 100%, 0%       |
| білий       | 255, 255, 255 | 0%, 0%, 0%, 0%         |
| чорний      | 0, 0, 0       | 100%, 100%, 100%, 100% |